# Poliarteritis nodosa
La poliarteritis nodosa o panarteritis nudosa (PAN) es una vasculitis necrotizante diseminada que afecta a arterias musculares de mediano y pequeño calibre. La característica principal es la inflamación necrotizante (con destrucción celular), peculiarmente focal y segmentaria en las regiones afectadas. Sigue un curso agudo, subagudo o crónico remitente, con posibles reagudizaciones episódicas.

## Incidencia
En autopsias se encuentra de 1 a 8 casos por 1000. más frecuente en pacientes de 20 a 60 años y de dos a tres veces más prevalente en hombres que en mujeres.

## Anatomía patológica
Podemos diferenciar tres estadios evolutivos que pueden coexistir en diversos pacientes, en el mismo o en distintos vasos. Los órganos más afectados son: riñones, Corazón (ambos en 70% en series de Autopsia), hígado, aparato digestivo, páncreas, testículos, músculo esquelético, sistema nervioso (SN) y piel. Tiene cierta preferencia por las ramificaciones arteriales (bifurcaciones).
- Estadio de lesión aguda: necrosis fibrinoide de la intima que se extiende posteriormente a todo el espesor de la pared, de forma segmentaria favoreciendo la dilatación aneurismática, destrucción de la elástica interna y trombosis.

- Estadio de reparación: aumento progresivo del colágeno tanto en la pared fibrótica como en el tejido perivascular.

- Estadio de lesión curada: engrosamiento fibroso de la pared con destrucción de las fibras elásticas y consecuente rigidez arterial.

## Síntomas
Los síntomas más frecuentes al comienzo de la enfermedad son fiebre, pérdida de peso, dolores músculo-esqueléticos, neuropatía periférica, alteraciones gastrointestinales y lesiones cutáneas.
- Neuropatía: Es el signo más frecuente en algunas series y a veces es el síntoma inicial. Suele ser asimétrica, bien motora o sensitiva. Predomina en los miembros inferiores (ciático, peroneo y tibial) y con menor frecuencia se afecta el radial, cubital y mediano. El déficit motor puede aparecer de forma brusca. Los signos sensoriales se manifiestan con hipo o hiperestesia y dolor en el área del déficit motor. En general ceden con el tratamiento y no dejan secuelas. Los nervios craneales se afectan en el 2 % de los casos (oculomotor, troclear, facial y acústico). La afectación del sistema nervioso central es menos frecuente y se manifiesta con hemiparesia, convulsiones, síndrome orgánico cerebral, u otros. Se produce como consecuencia de vasculitis o de hipertensión arterial maligna.
- Lesiones cutáneas: Se encuentran en el 25-60 % de los casos dependiendo de las series. Las lesiones que aparecen son púrpura vasculítica (pápulo-petequial, vesiculosa o incluso bullosa), nódulos subcutáneos, lívedo reticularis y edema.
- Afectación músculo-esquelética: Existen mialgias en el 30-70 % de los casos y artralgias en el 46 %. La artritis suele ser asimétrica y predomina en las grandes articulaciones.
- Afectación renal: Aparece en el 60-80 % de los pacientes. A veces cursa con insuficiencia renal rápida por infartos múltiples. En estos casos se asocia con hipertensión arterial maligna, dependiente de la renina. En la arteriografía aparecen aneurismas múltiples o infartos. La lesión histológica es vascular, dado que si se encuentra glomerulonefritis ya se considera panarteritis microscópica. Puede haber afectación de las vías urinarias, por vasculitis periureteral y fibrosis secundaria y dar lugar a anuria.
- Afectación gastrointestinal: Es una de las más graves de la PAN. El dolor abdominal se encuentra en el 38 % de los casos, probablemente debido a isquemia. Con frecuencia aparece sangrado digestivo o perforación intestinal. Menos frecuente es la mala absorción, la pancreatitis, la vasculitis apendicular y de vesícula (apendicitis y colecistitis). Asimismo se puede encontrar afectación hepática con aumento de las enzimas.
- Afectación cardiaca: Por vasculitis coronaria o de sus ramas, o bien secundaria a hipertensión arterial maligna. Es frecuente el bloqueo auriculo-ventricular y la cardiomegalia. La angina es rara y la arteriografía suele ser normal.
- Afectación pulmonar: Se encuentran infiltrados pulmonares ocasionales y derrame pleural en el 5 % de los casos.
- Otras manifestaciones: La orquitis aparece en el 36 % de las PAN asociada a virus de la hepatitis B. Está poco descrita en niños. En los ojos puede haber vasculitis, desprendimiento de retina y exudados algodonosos por lo que siempre debe realizarse examen oftalmológico y si es necesario arteriografía. También puede haber una reducción del estado de alerta e incapacidad para pensar claramente.

## Diagnóstico
- Por medio de biopsia cutánea o muscular
- Arteriografía abdominal

## Pronóstico
57% de supervivencia a los 5 años para los tratados con corticoides y un 80% para los que además se tratan con ciclofosfamida. Debemos tratar así mismo todas las patologías acompañantes como la hipertensión arterial (HTA).